# Brautschau-Polka
Brautschau-Polka, op. 417, är en polka av Johann Strauss den yngre. Den framfördes första gången den 29 november 1885 i Musikverein i Wien.

## Historia
Johann Strauss operett Zigenarbaronen hade premiär på Theater an der Wien den 24 oktober 1885 (kompositörens 60-årsdag). Librettot var inspirerat av Mór Jókais roman Saffi och Strauss musik var en blandning av ungersk passion och wiensk sentimentalitet. Premiären blev en stor succé och kritikern i tidningen Fremdenblatt skrev: "Enorma applåder mötte Herr Strauss och de bröt ut efter varje tema i ouvertyren och efter varje sångnummer... Halva operetten fick tas om på begäran".
På sedvanligt manér arrangerade Strauss totalt sex separata orkesterstycken från operettens musiknummer, däribland polkan Brautscha-Polka som framfördes första gången den 29 november 1885 i Musikverein under ledning av Johanns broder Eduard Strauss. Publiken, som förmodligen var väl förtrogen med operettens musiknummer, hade säkert förväntat sig att få höra musiken då bruden (Arsena) skall lätt på slöjan och visa sitt ansikte för friaren (Barinkay) (brudkören i akt I: "Hochzeitskuchen, bitte zu versuchen, kommt und schaut, hier die Braut!"). Men lika överraskad som Barinkay blir, när bruden säger nej, blev nog publiken i Musikverein, ty polkan innehåller inte alls musik ut det avsnittet. Men väl Zsupáns sång om svinuppfödning! (Sång i akt I, "Ja, das Schreiben und das Lesen", och trion i akt II, "Darum nur klopfe, klopfe, klopfe".) Ett typiskt skämt av Johann Strauss den yngre.

## Om polkan
Speltiden är ca 4 minuter och 16 sekunder plus minus några sekunder beroende på dirigentens musikaliska tolkning.
Polkan var ett av sex verk där Strauss återanvände musik från operetten Zigenarbaronen:
- Brautschau-Polka, Polka, Opus 417
- Schatz-Walzer, Vals, Opus 418
- Kriegsabenteuer, Schnellpolka, Opus 419
- Die Wahrsagerin, Polkamazurka, Opus 420
- Husaren-Polka, Polka, Opus 421
- Zigeunerbaron-Quadrille, Kadrilj, Opus 422

## Weblänkar
- Brautschau-Polka i Naxos-utgåvan.